# 三浦亜美
三浦 亜美（みうら あみ、1985年8月11日 - ）は、日本の経営者。株式会社ima（あいま）の創業者・アーティスト。愛知県名古屋市出身。
同社の代表取締役CEOを務めるほか、つくば市まちづくりアドバイザー、デジタルハリウッド大学特任准教授として活動中。
Forbes JAPANによる「SELF MADE WOMEN 100」に選出。2021年、Appleアンバサダー茨城県代表に選出。
従姉妹に、2016年リオデジャネイロオリンピック新体操団体日本代表主将の杉本早裕吏、曽祖父に、愛知県柔道連盟で副会長を務めた柔道家の長谷川泰一（講道館九段）をもつ。

## 経歴

### エピソード
出典:
- 組織づくりや自分と向き合う力を強く意識する家庭に育つ。本人はイベントなどで「筋肉至上主義の家で育った」と話している。
- 幼少期よりアート方面に興味を持ち音楽大学を目指していたが、留学生との交流やインターネットと出会い「世界の当たり前を変えたい」という想いが強くなり、2007年大学在学中に起業。卒業後、マイクロファイナンスの可能性に興味を持ち単身30カ国を訪問。
- オラクル日本法人初代社長アレン・マイナーと共に日本での合弁会社設立やスタートアップ支援の仕組みづくり、地方行政と世界を結ぶビジネスの立ち上げなどに貢献。
- 2013年8月、株式会社imaを設立。匠が生み出した、美しい“もの”や“世界”に最新のテクノロジーと新たな概念を取り込み、あいまをつなぎ、新しい素敵な価値を創出する事を使命として取り組んでいる。

#### 一般社団法人awa酒協会の設立
- 2015年に、有志による集まり“日本スパークリング酒協会設立準備委員会”の構想立案、設計に関わる。2016年2月には、品質基準・認定基準を明確にしたスパークリング日本酒を「awa酒」として定義し、商標登録を行った。
- 日本各地の蔵元で構成された一般社団法人awa酒協会（2019年21蔵加盟）を立ち上げ、初代代表理事に就任（協会の本格始動に合わせて退任）。2020年3月までは事務局長として協会運営に携わった。

#### アーティスト活動
- 伝統産業に工学、科学、金融の概念を融合させ、事業承継のエコシステムをつくる“文化工学”を提唱。AIに匠の技を学ばせ酒造りを行うAI-sakeプロジェクトを2017年より株式会社南部美人とともに取り組んでいる。[3]
- 現在は、社会への問題提起を行うためメディアアートの製作にも取り組んでおり、メディアアートの祭典Media Ambition Tokyoにも作品を毎年出展しており、大きな反響を得ている。MAT2019：AI-Mural、MAT2020：組換えでない/組換えである）

#### 地方行政
- 2017年には、筑波大学発などのスタートアップ設立が相次ぐつくば市において、まちづくりアドバイザーに就任（2017年9月-2020年9月）。研究者が数多くいるつくばの特徴から「博士と起業するまち」を打ち出すなど、つくば市の新産業創出についてのアドバイスを行った。[4][5]

#### 大学
- 2019年には、板坂諭と製作した人工知能を使ったアート作品である「AI-Mural」が評価され、デジタルハリウッド大学特別准教授に就任。「AIの社会実装」の講義を現在も担当している。[6]

## 講演・メディア掲載

### 講演
- 2021年3月8日「データサイエンスが導く寛容な未来〜データ×日本酒『AI-sake』プロジェクトで感じたもの〜」公立大学法人横浜市立大学データサイエンス推進センター
- 2021年1月30日「はずれ値人材 MeetUp！」株式会社本田技術研究所
- 2020年1月31日「AIが支援する伝統技術の継承～岩手の「南部美人」と(株)imaが切り拓く日本酒×AIの未来」バイオエンジニアリング研究会
- 2020年1月30日「真に価値ある事業を企画する」カルチュア・コンビニエンス・クラブ株式会社
- 2020年12月13日「私がAIの社会実装を進める理由～今この瞬間を生きる～（就任記念講義）」デジタルハリウッド大学
- 2019日2月4日「イノベーションの社会実装」スタートアップ都市推進協議会
- 2019年1月26日「なぜ企業ブランディングは大切か」株式会社ソミック石川
- 2018年2月22日『「人工知能の眼」が伝統の技の継承をサポートする』株式会社ABEJA

ほか

### メディア掲載
- 2019年1月7日「AIやIT駆使　匠の技と融合で酒造りに革命/ライバルはシャンパン　炭酸入り日本酒が狙う世界の乾杯市場」週刊ダイヤモンド
- 2019年4月3日～5日「LIFE after 2045／シンギュラリティと私の未来　AIは｢伝統産業のアップデート｣の一手段[前編/中編/後編」MASHING UP
- 2019年6月26日『「あなたは女だから」の反発から生まれた、世界を切り開く力』Forbes JAPAN
- 2019年「AIとアートの共存可能性を探る」Media Ambition Tokyo 2019
- 2019年12月「画像認識AI駆使し日本酒づくりをアップデート」戦略経営者
- 2020年3月「初出品作品が4800万円！どうなる？AIアートの真贋」サイゾー

ほか